# Мухалебі
Мухалебі (тур. muhallebi, араб. مهلبية, також малабі, тур. malabi; івр. מלבי; грец. μαχαλεπί) — молочний пудинг, походження якого оповите легендами та відносять до часів Держави Сасанідів (224—651). Основні інгредієнти — рис, цукор, рисове борошно та молоко.
За Середньовіччя, мухалебі та його європейський відповідник — бланманже — готували з покришеної курятини. Традиційний рецепт досі поширений у Туреччині.

## Історія

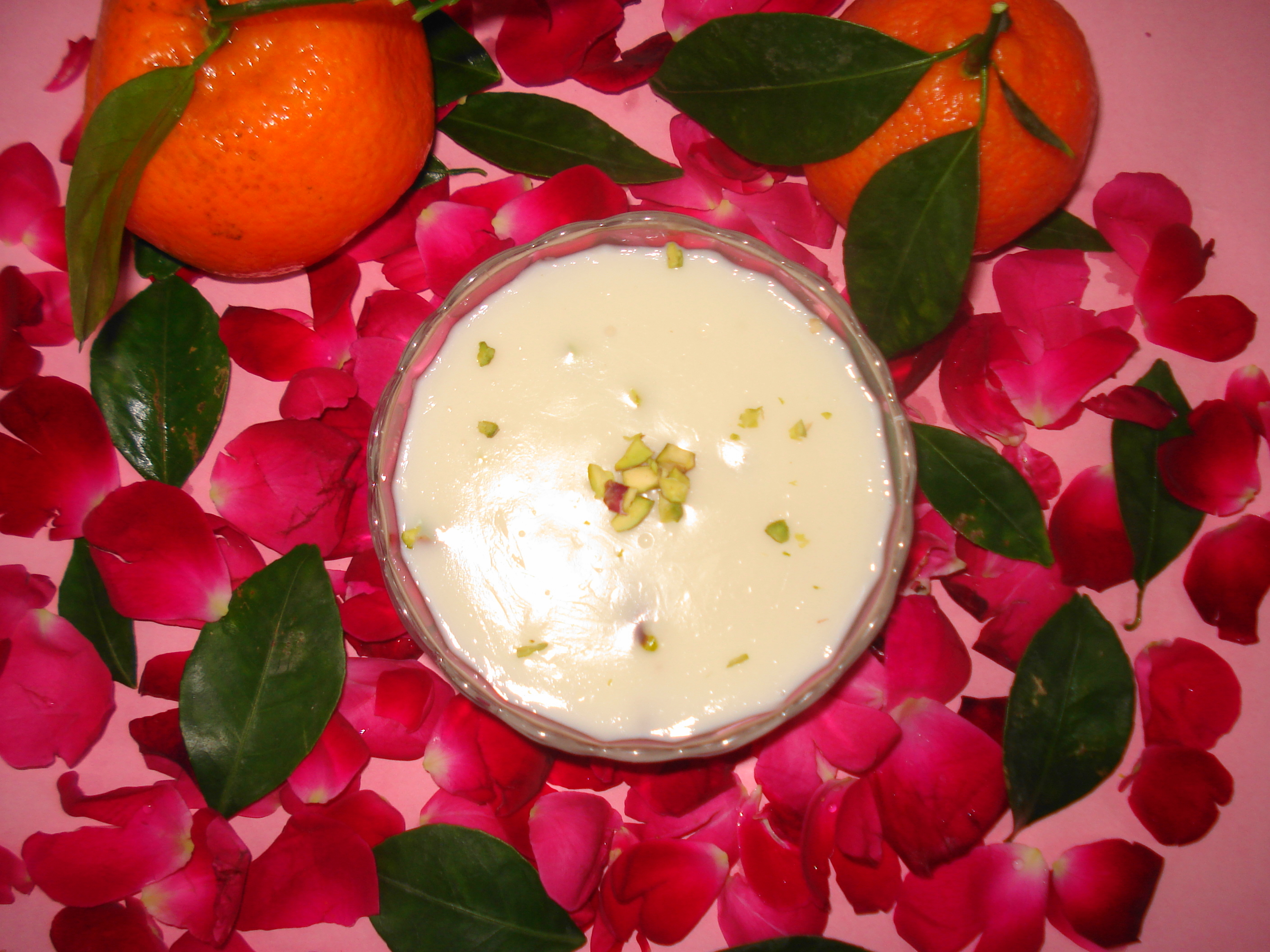
Махалабі посипана подрібненими горіхами

За легендою, мухалебі привніс в арабську кухню наприкінці сьомого століття перський кухар, який подав його арабському полководцеві Аль-Мухаллабу ібн Абі Суфрі. Останньому так припала до смаку страва, що він назвав її на честь себе. Найдавніші рецепти, що відносять до десятого століття, мали три версії: молоко згущене меленим рисом, молоко з рисовими зернами та куркою та заварний яєчний крем без рису. Найдавніший рецепт мухаллабії приписують авторові найдавнішої відомої арабської кулінарної книги Ібн Сайяру аль-Варраку з Багдаду. Дві арабські кулінарні книги тринадцятого століття, одна авторства Аль-Багдаді та інша з Андалусії, мають пряну варіацію пудингу, яку готують із баранини замість курятини. Розповідь про перське походження пудингу походить з кулінарної книги з Андалусії.
Письмові пам'ятки з Османської імперії згадують два варіанти мухалебі: один із покришеної курятини (тавук гьоосю, тур. tavuk göğsü), який подавали за часів правління Мехмеда II Фатіха, та інший пізніший рецепт, який відносять до 1530 року, без м'яса та ароматизований трояндовою водою.
Одна англійська кулінарна книга 19 століття з рецептом мухалебі називає його «рамазанськими пирогами» (англ. Ramazan cakes). За рецептом молоко кип'ятять з рисовим борошном і цукром, поки суміш не перетвориться на однорідну масу. Пудинг ароматизують екстрактом троянди або жасмину та дають йому охолонути, перш ніж посипати цукровою пудрою.

## Варіації

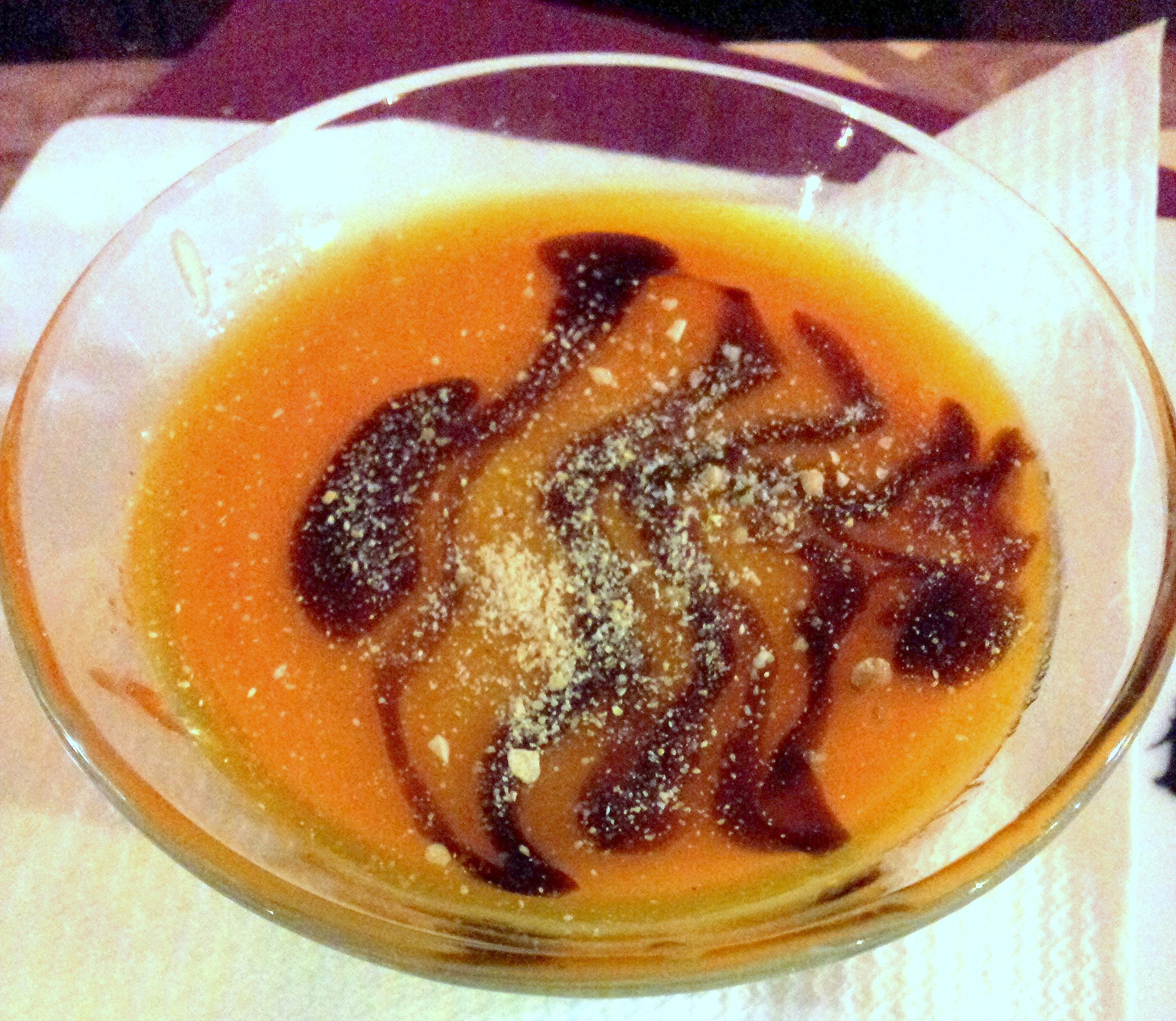
Махалебі в марокканському стилі з апельсиновою заправкою

Традиційний тавук гьоосю нині не поширений, за винятком Туреччини. Цей пудинг не має смаку курятини, але подрібнене м'ясо надає йому характерної текстури. Джордж Коулман Де Кей стверджував, що пудинг «зобов'язаний своїм особливим чудовим смаком наявності грудок дуже молодих курчат, які певним чином настільки тісно змішані та поєднані із заварним кремом, що їх ледь можливо відрізнити». Казандібі (тур. kazandibi) — це варіація класичного тавук гьоосю, в якій тонкий шар пудингу карамелізують до того, як заливають заварний крем на нього й дають настоятися. Готовий пудинг перевертають і подають з карамелізованою стороною догори.
Як ароматизатор для мухалебі можуть використовувати мастику, в такому разі страву називають сакізлі мухалебі (тур. sakızlı muhallebi). Для загущення пудингу використовують рисове борошно, яке кухар на власний розсуд може комбінувати з або замінити кукурудзяним або пшеничним крохмалем.
В Ізраїлі малабі (івр. מלבי) — популярний десерт, який зазвичай ароматизують кулінарною трояндовою водою. Його готують із молока з кукурудзяним крохмалем або рисовим борошном та сиропу з троянди, а іноді молоко замінюють мигдалевим молоком, щоб пудинг був парве.
Подібно до турецької страви кешкюль (тур. keşkül), ізраїльську версію посипають подрібненими фісташками, сушеним кокосом й ароматизують, зокрема трояндовою або апельсиновою водою.
Шеф-кухарі Йотам Оттоленгі та Самі Тамімі в книзі «Єрусалим: Кулінарна книга», визначають малабі як «десерт, різновид салепу», для якого, як і для салепу, використовують борошно, виготовлене з бульб орхідеї роду зозулинець, та який відрізняється теплим, менш в'язким варіантом холодного десерту.
На Кіпрі махалебі або махалепі (грец. μαχαλεπί) не містять молока. Кіпрський мухалебі готують з води, цукру, нісесте (грец. νισεστέ, кукурудзяний крохмаль) і трояндової води (за бажанням). Коли мухалебі затвердне, кіпріоти додають трояндовий напій-сироп під назвою «тріантафіло» (грец. τριαντάφυλλο, дослівно «троянда»).

## Кулінарні традиції
У деяких сефардських родинах малабі подають на припинення посту на єврейське свято Йом-Кіпур. Його також їдять на весіллях турецьких євреїв, де він символізує майбутнє солодке життя. Сефарди подають його на святкуванні Шавуот, коли прийнято їсти молочну їжу, але, згідно з істориком їжі Гілом Марксом, справжня причина в тому, що свято відоме в цій громаді як «свято троянд», а малабі традиційно заправляють трояндовою водою.